# Heorhij Frolovics Borzenko
Heorhij Frolovics Borzenko (1927 – ?) ukrán labdarúgócsatár.